# Oktanové číslo
Oktanové číslo je technická veličina, jedna ze základních charakteristik pohonných látek (paliv) pro zážehové spalovací motory. Vyjadřuje odolnost paliva ve směsi se vzduchem proti samozápalu (který se projevuje jako tzv. „klepání“) při kompresi ve válci motoru. Je součástí označení paliva, uvádí se např. na stojanech benzínových pump apod.

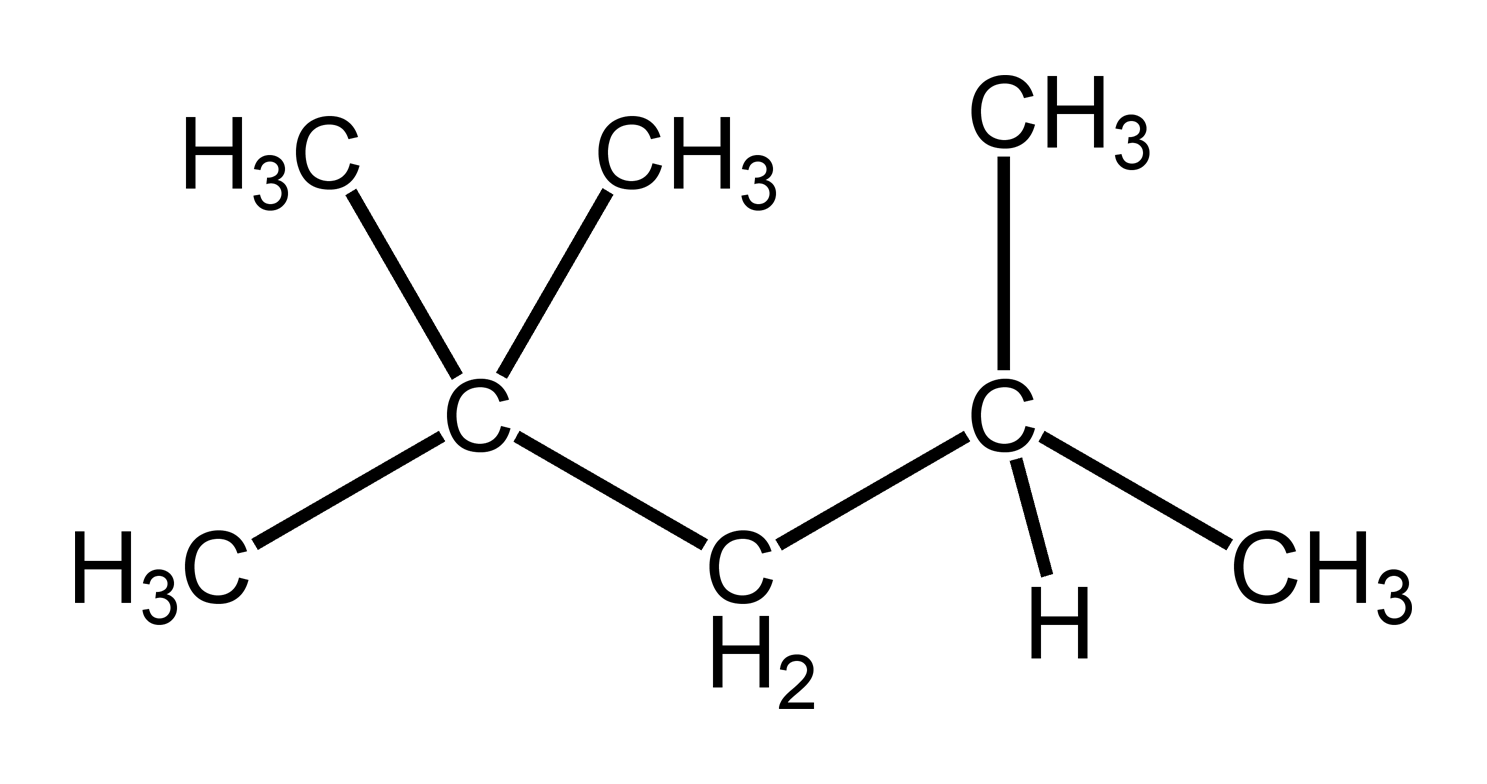
Strukturní vzorec izo-oktanu

Oktanové číslo paliva vyjadřuje objemový procentuální obsah 2,2,4-trimethylpentanu, jednoho z izomerů uhlovodíku oktanu (odtud názvy izooktan a oktanové číslo) v jeho směsi s n-heptanem, která je stejně odolná proti samozápalu jako zkoumané palivo (čistý n-heptan má definicí určeno oktanové číslo 0, čistý izooktan má určeno oktanové číslo 100). Oktanové číslo tedy může mít i hodnotu vyšší než 100, pokud je dané palivo ještě odolnější proti samozápalu než čistý izooktan.
Například oktanové číslo 95 znamená, že palivo je stejně odolné proti samozápalu jako směs skládající se z 95 % obj. izooktanu a 5 % heptanu.

## Zjišťování oktanového čísla
Chování paliva je v referenčním motoru porovnáváno s chováním směsi izooktanu a n-heptanu. Podle způsobu měření se rozeznávají dvě definice oktanového čísla:
- Oktanové číslo výzkumnou metodou je určováno při 600 otáčkách za minutu. Je vhodné pro popis městského provozu při nízkých rychlostech a s častou akcelerací.
- Oktanové číslo motorovou metodou je určováno při 900 otáčkách za minutu. Popisuje spíše chování při provozu ve vyšších rychlostech, např. na dálnici. Oktanové číslo motorovou metodou je typicky o cca 10 bodů nižší.

V praxi se téměř všude uvádí pouze oktanové číslo výzkumnou metodou, oktanové číslo motorovou metodou je však definováno v normách.

## Antidetonační přísady
Čistý benzín má velmi nízké oktanové číslo. Proto se do něj přidávají přísady, které jej zvyšují. V minulosti byly nejužívanější sloučeniny olova (hlavně tetraethylolovo a tetramethylolovo). Litr benzínu pak obsahoval několik desetin gramu olova, které bylo využíváno pro své kluzné vlastnosti i k mazání dílů, např. ventilů, ve styku se zápalnou směsí. Olovo je ovšem toxické a s výfukovými plyny se dostávalo ve velkém množství do ovzduší. Dnes jsou proto příměsi na bázi olova zakázány (bezolovnatý benzín, lead free, sans plomb). Jako antidetonátory se používají např. organokovové sloučeniny manganu, aromatické aminy či halogenidy přechodných kovů.

## Oktanová čísla některých paliv
- Automobilový benzín: 87–100, dnes obvykle nejméně 95 (v Evropě) nebo 87 (v USA) V Americe ale udávají oktanové číslo jako aritmetický průměr okt. čísel získaných výzkumnou a motorovou metodou.
- Letecký benzín: cca 87–107
- Závodní benzín: cca 95–150
- Benzín používaný ve Formuli 1: 95–102 (stanoveno pravidly)
- LPG: cca 110